# Esporte na Venezuela
O Desportos na Venezuela tem um proeminente fator na sociedade venezuelana. Sem dúvida o beisebol é o principal esporte nacional, basquetebol, futebol, voleibol, automobilismo e boxe são esportes muito praticados. Ademais, os venezuelanos possuem dois esportes autóctones: o Coleo de toros e o Bolas criolas, com bastante adeptos.

## Beisebol
Diferentemente dos países da América do sul, o beisebol o desporto nacional do país, muito mais ligado ao países do Caribe esta paixão pelo beisebol, suas principais competições são a Liga Venezolana de Béisbol Profesional de inverno e a Liga Nacional Bolivariana de Beisbol no verão.

## Ver Também
- Venezuela nos Jogos Olímpicos